# La Portellada
La Portellada é um município da Espanha na província de Teruel, comunidade autónoma de Aragão. Tem 21,57 km² de área e em 2021 tinha 230 habitantes (densidade: 10,7 hab./km²).

## Demografia
| Variação demográfica do município entre 1991 e 2004 | Variação demográfica do município entre 1991 e 2004 | Variação demográfica do município entre 1991 e 2004 | Variação demográfica do município entre 1991 e 2004 |
| --------------------------------------------------- | --------------------------------------------------- | --------------------------------------------------- | --------------------------------------------------- |
| 1991                                                | 1996                                                | 2001                                                | 2004                                                |
| 352                                                 | 342                                                 | 292                                                 | 277                                                 |